# Lamborghini Islero
O Islero foi um modelo esportivo da Lamborghini que foi produzido entre 1968 e 1970. Sucedeu o 400GT e era equipado com motor V12.